# Pastel de Eccles

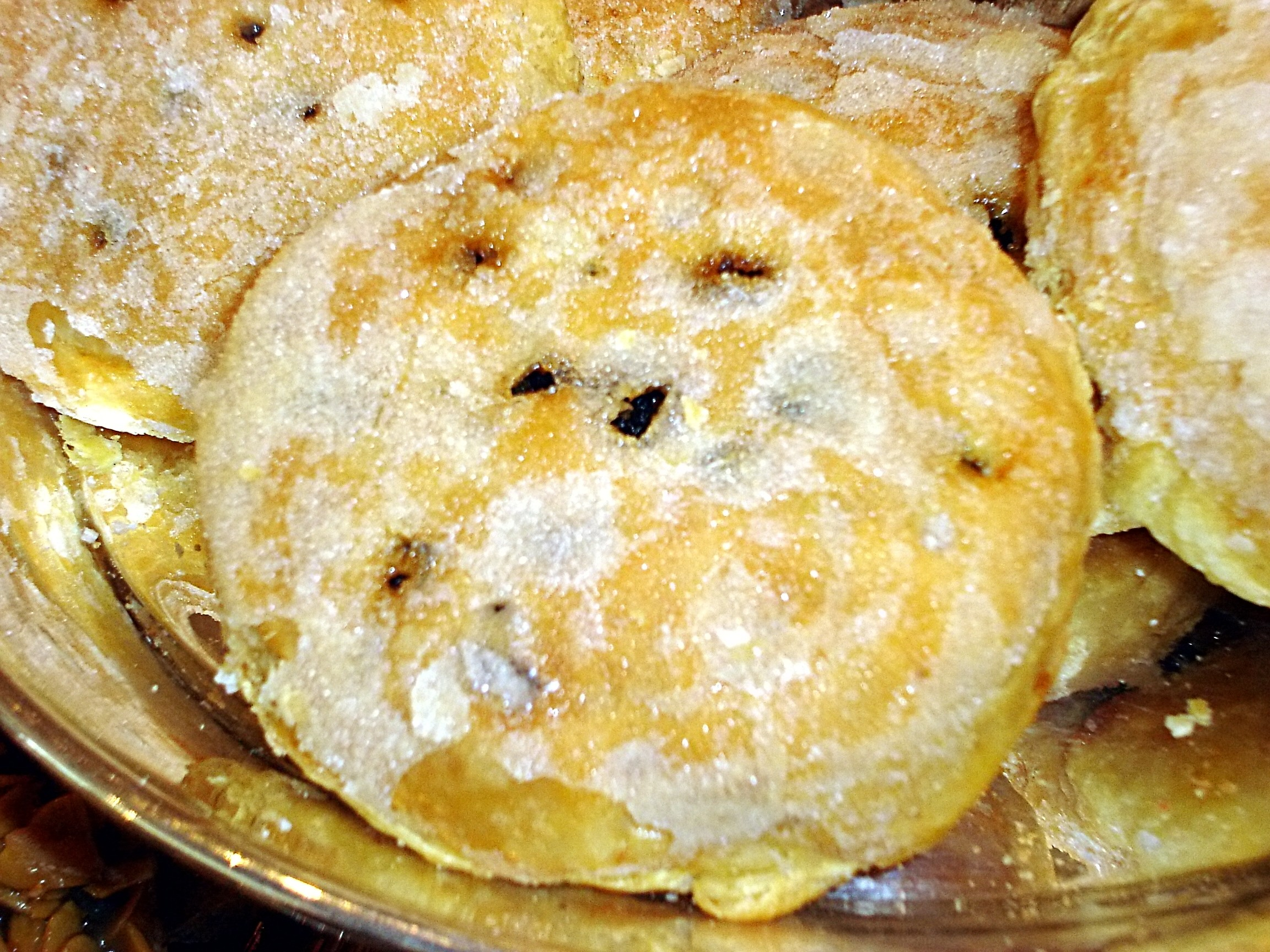
Un pastel de Eccles recién horneado.

El pastel de Eccles es un pastelito redondo hecho de hojaldre con mantequilla, relleno de pasas y cubierto de azúcar demerara. Se combina tradicionalmente con el queso Lancashire.

## Nombre y origen
El pastel de Eccles toma su nombre de la ciudad inglesa de Eccles. No se sabe quién inventó la receta, pero se acredita a James Birch como primera persona en venderlo comercialmente, en su tienda de la esquina de Vicarage Road y St. Mary's Road (actualmente Church Street) en el centro de la ciudad, en 1793.
Debido al aspecto de las pasas que contiene, se aplica a este pastel los apodos de Squashed Fly Cake (‘pastel de moscas aplastadas’), Fly Cake (‘pastel de moscas’), Fly Pie (‘tarta de moscas’) o incluso Fly's Graveyard (‘cementerio de moscas’).

## Pasteles similares
- La galleta Garibaldi es un pastel más pequeño y seco, al que también se llama Fly Cake y parecidos.
- El Chorley cake tiene un aspecto más plano, se hace con pasta brisa y se cubre de azúcar.
- El currant square (‘cuadrado de pasas’) es un pastel cuadrado con pasta brisa solo encima y debajo y un relleno grueso de pasas.
- El Banbury cake es un pastel de forma oval originario de la ciudad de Banbury.